# The Pied Piper (film 1942)
The Pied Piper è un film del 1942 diretto da Irving Pichel.
Fu uno dei primissimi film sull'Olocausto a trattare apertamente il tema delle persecuzioni antiebraiche, anche nei confronti dei bambini. Il film si avvale di un cast di prim'ordine; Monty Woolley fu candidato all'Oscar per la sua interpretazione di un anziano e burbero gentleman inglese che dapprima con apparente riluttanza poi con sempre maggior coinvolgimento prende sotto la sua protezione un gruppo di bambini (tra cui Roddy McDowall e Peggy Ann Garner), riuscendo a rientrare con essi in Inghilterra dalla Francia occupata.

## Trama
Un anziano gentleman inglese è in vacanza in Francia quando il paese è invaso dalla Germania nel 1940. Riparte per rientrare in patria, accettando di portare con sé anche i figli di una coppia di amici. Lungo il viaggio nella Francia ormai occupata altri bambini rimasti abbandonati si uniscono a loro, incluso un bambino ebreo. Con l'aiuto di alcuni amici francesi, Mr Howard riesce a trovare chi sia disposto a portarli su una barca in Inghilterra. Tutto sembra perduto quando sono scoperti dai tedeschi. Ma il maggiore tedesco che li ha arrestati li rilascia in cambio che essi portino con sé in salvo anche la sua nipotina, di madre ebrea.

## Riconoscimenti
Ha ricevuto tre candidature all'Oscar: per miglior attore protagonista, miglior fotografia (in bianco e nero) e miglior film.
Nel 1942 il National Board of Review of Motion Pictures l'ha inserito nella lista dei migliori dieci film dell'anno.

## Produzione e distribuzione
Il film fu prodotto e distribuito da Twentieth Century Fox. Dopo la première dell'8 luglio 1942, esce nelle sale cinematografiche statunitensi il 12 agosto 1942.